# Rico Bianchi
Enrico "Rico" Bianchi (født 13. maj 1930 i Chur, Schweiz, død 26. marts 2025) var en schweizisk roer.
Bianchi var med i den schweiziske firer med styrmand, der vandt sølv ved OL 1952 i Helsinki. Besætningen udgjordes desuden af Karl Weidmann, Heini Scheller, Émile Ess og styrmand Walter Leiser. Sølvmedaljen blev sikret efter en finale, hvor schweizerne kun blev slået af Tjekkoslovakiet, mens USA fik bronze. Han deltog også ved OL 1960 i Rom, hvor han var med i den schweiziske otter, der ikke nåede finalen.
Bianchi vandt desuden to EM-bronzemedaljer, en i firer med styrmand i 1953 og en i firer uden styrmand i 1954.

## OL-medaljer
- 1952:  Sølv i firer med styrmand